# Rza Osmanov
Rza Osmanov (26 de noviembre de 1983) es un deportista azerbaiyano que compitió en atletismo adaptado. Ganó dos medallas en los Juegos Paralímpicos de Verano, bronce en Pekín 2008 y bronce en Londres 2012.

## Palmarés internacional
| Juegos Paralímpicos | Juegos Paralímpicos   | Juegos Paralímpicos | Juegos Paralímpicos |
| Año                 | Lugar                 | Medalla             | Prueba              |
| ------------------- | --------------------- | ------------------- | ------------------- |
| 2008                | Pekín (China)         | Medalla de bronce   | 400 m T12           |
| 2012                | Londres (Reino Unido) | Medalla de bronce   | 4 × 100 m T11-13    |